# Erbrecht (Österreich)
Das subjektive Erbrecht bezeichnet in Österreich das Recht, die ganze Verlassenschaft oder einen Teil davon zu erwerben (§ 532 ABGB). Der Begriff „Erbrecht“ (im objektiven Sinn) bezeichnet darüber hinaus die Summe an Rechtsnormen, die sich mit dem Übergang des Vermögens einer Person nach ihrem Tod (Verstorbener) auf seine Rechtsnachfolger befassen. Die Erbfolge ist in Österreich vorwiegend im Allgemeinen Bürgerlichen Gesetzbuch geregelt.

## Allgemeines Bürgerliches Gesetzbuch
Das Erbrecht ist in Österreich einfach-gesetzlich im Allgemeinen Bürgerlichen Gesetzbuch verankert. Das Erbrecht als solches ist nicht verfassungsgesetzlich gewährleistet. Mit der Erbrechtsreform 2015 hat der österreichische Gesetzgeber die Bestimmungen über das Erbrecht im Achten Hauptstück des ABGB (§§ 531 – 858) grundlegend überarbeitet und modernisiert. Die Bestimmungen traten mit 1. Jänner 2017 in Kraft.

### Entstehung des Erbrechts
Der Erbe erwirbt das Erbrecht mit dem Tod des Erblassers (Verstorbenen). Das Erbrecht kann auch weitervererbt werden, wenn der Erbe vor Einantwortung in die Verlassenschaft selbst stirbt (§§ 536 f.ABGB).
Wer erbunwürdig ist, ist von der gesetzlichen Erbfolge ausgeschlossen. Als Erbunwürdigkeitsgründe nennt das Gesetz die absichtliche Vereitelung des letzten Willens oder den Versuch dies zu tun (Unterdrückung eines Testaments, Fälschung eines Testaments) oder gerichtlich strafbare Handlungen gegen den Erblasser oder nahe Angehörige, die nur vorsätzlich begangen werden können und mit einer Freiheitsstrafe von über einem Jahr bedroht sind. Weiters ist erbunwürdig, wer dem Verstorbenen in verwerflicher Weise schweres Leid zugefügt hat oder seine Pflichten aus dem Verhältnis zwischen Eltern und Kindern gröblich vernachlässigt hat. In allen Gründen der Erbunwürdigkeit kann der Verstorbene dem Erben zu Lebzeiten verzeihen, wodurch die Erbunwürdigkeit beseitigt ist (§§ 539 ff.ABGB).

### Gesamtrechtsnachfolge
Mit dem Tod gehen das Vermögen sowie Verbindlichkeiten und sonstige vererbliche Rechte des Verstorbenen – anders als in Deutschland (§ 1922 BGB) – nicht sogleich auf die Erben, sondern zunächst auf die sog. Verlassenschaft als juristische Person über. Die Erben erwerben die Vermögenswerte und die sonstigen vererblichen Rechtspositionen des Verstorbenen erst aufgrund des sog. Verlassenschaftsverfahrens, das mit der Einantwortung in die Verlassenschaft abgeschlossen wird (§ 547ABGB).

## Gesetzliche Erbfolge
Wenn der Verstorbene kein oder kein gültiges Testament errichtet hat, kommt die gesetzliche Erbfolge zur Anwendung (§§ 727 ff. ABGB). Das Vermögen des Verstorbenen geht dann auf den gesetzlichen Erben über oder, wenn mehrere gesetzliche Erben vorhanden sind, geht das Vermögen auf diese quotenmäßig über (Miteigentum). 
Gesetzliche Erben des Verstorbenen sind der Ehegatte oder der eingetragene Partner sowie nach dem sog. Parentelensystem die Nachkommen des Verstorbenen (Kinder, Enkel oder Urenkel, 1. Linie).
Falls zum Todeszeitpunkt in der 1. Linie niemand vorhanden ist, erben die Eltern des Verstorbenen und deren Nachkommen (2. Linie). Sind auch in dieser Linie keine Personen vorhanden, erben die Großeltern des Verstorbenen und deren Nachkommen (3. Linie). Sollten auch in der 3. Linie keine Personen vorhanden sein, erben letztlich die Urgroßeltern des Verstorbenen (4. Linie, sogenannte Erbrechtsgrenze) (§ 741 ABGB). 
Wenn bis hin zu den Urgroßeltern keine Erben vorhanden sind, erbt ein etwaiger Lebensgefährte des Verstorbenen (außerordentliches gesetzliches Erbrecht, § 748 ABGB). Wenn schließlich auch kein Lebensgefährte vorhanden ist und der Verstorbene auch keinen Vermächtnisnehmer (durch letztwillige Verfügung) bestimmt hat (§ 749 ABGB), erwirbt zuletzt der Bund (Republik Österreich) die Verlassenschaft (sog. Heimfallsrecht, Aneignung durch den Bund) (§ 750 ABGB).

### Erbquoten
Hat der Verstorbene mehrere Kinder, erwerben diese die Verlassenschaft zu gleichen Teilen, beispielsweise zwei Kinder jeweils zur Hälfte, drei Kinder jeweils zu einem Drittel (§ 732 ABGB). Der Ehepartner oder eingetragene Partner des Verstorbenen erbt neben den Kindern ein Drittel der Verlassenschaft, neben der 2. Linie (den Eltern des Verstorbenen und deren Nachkommen) zwei Drittel und ansonsten die gesamte Verlassenschaft (§ 744 ABGB). Hinterlässt der Verstorbene beispielsweise zwei Kinder und einen Ehepartner, erhält jeder Erbe ein Drittel der Verlassenschaft.

## Gewillkürte Erbfolge
Der Begriff „gewillkürte Erbfolge“ bezeichnet die Erbfolge aufgrund aller Rechtsgeschäfte, mit denen der Verstorbene zu Lebzeiten Einfluss auf die Verteilung seines Vermögens nach seinem Tod nimmt. Das Recht, die Vermögensnachfolge nach dem Tod frei zu regeln, bezeichnet man als „Testierfreiheit“.
Das Gesetz nennt folgende Gestaltungsformen der gewillkürten Erbfolge: Testament, Vermächtnis, Schenkung auf den Todesfall, Erbvertrag.

### Testamentarische Erbeinsetzung
Ein Testament ist eine zu Lebzeiten des Verstorbenen von ihm höchstpersönlich errichtete Erklärung, die eine oder mehrere Personen zu Erben einsetzt (§ 552 Abs. 2 ABGB). Zu seiner Wirksamkeit bedarf das Testament, wie auch andere letztwillige Verfügungen, einer bestimmten Form (siehe hierzu Formerfordernisse). Die Erbeinsetzung kann hierbei unbestimmt erfolgen, welchenfalls mehrere Erben zu gleichen Teilen erben, oder bestimmt, das heißt unter Festlegung einer bestimmten Erbquote (§§ 554 ff. ABGB). Aufgrund der gesetzlich vorgesehenen Gesamtrechtsnachfolge des Erben ist nicht erforderlich, die einzelnen Vermögenswerte im Testament anzuführen.

### Vorausvermächtnis
Seit der Gesetzesnovelle 2015 wird nicht nur das gesetzliche Vorausvermächtnis des hinterbliebenen Ehegatten vorgesehen, nämlich das Recht in der Ehewohnung (bis ans Lebensende) zu wohnen, sondern nunmehr auch ein solches Recht des hinterbliebenen Lebensgefährten, sofern dieser mit dem Erblasser zumindest in den letzten 3 Jahren im gemeinsamen Haushalt gelebt hat und der Verstorbene zum Zeitpunkt des Todes nicht verheiratet war. Dieses (Voraus-)Vermächtnis des Lebensgefährten endet jedoch – im Gegensatz zu jenem für den Ehegatten – 1 Jahr nach dem Tod des Erblassers.

### Vermächtnis
Im Gegensatz zur Erbeinsetzung ist das Vermächtnis (Legat) eine letztwillige Zuwendung, die einzelne (bestimmt bezeichnete) Verlassenschaftsgegenstände betrifft, beispielsweise Immobilien, Wertgegenstände oder auch einen Geldbetrag (§ 535 ABGB). Der Vermächtnisnehmer wird im Zeitpunkt des Todes des Erblassers nicht unmittelbar Eigentümer dieser Sache, sondern erwirbt einen bloß schuldrechtlichen Anspruch auf Erfüllung des Vermächtnisses gegenüber der Verlassenschaft bzw. gegenüber den Erben (nach Einantwortung in die Verlassenschaft) (§ 649 ABGB).
Ähnlich wie Erbeinsetzungen werden auch Vermächtnisse in letztwilligen Verfügungen angeordnet (siehe jedoch Pflegevermächtnis = gesetzliches Vermächtnis). Der Begriff „Vermächtnis“ bezeichnet dabei die Zuwendung selbst, nicht jedoch die Urkunde, in der das Vermächtnis angeordnet wird. Enthält die letztwillige Verfügung auch eine Erbeinsetzung, so handelt es sich bei der Urkunde um ein „Testament“. Erfolgt keine Erbeinsetzung, spricht man von einer „sonstigen letztwilligen Verfügung“ (§ 552 Abs. 2 ABGB), während früher der Begriff „Kodizill“ gebräuchlich war.

### Schenkung auf den Todesfall
Eine Schenkung auf den Todesfall ist ein zwischen dem Geschenkgeber (zu dessen Lebzeiten) und dem Geschenknehmer abgeschlossener Vertrag, der zwingend in Notariatsaktform abzuschließen ist, bei dem der Geschenkgeber dem Geschenknehmer auf den Todesfall eine Sache schenkt und sich kein Widerrufsrecht vorbehält (§ 603 ABGB; nach der Rechtslage vor 1. Januar 2017 kam es für Schenkungspflichtteilsansprüche von anderen Personen noch darauf an, ob auf den Widerruf verzichtet wurde).

### Erbvertrag
Ein Erbvertrag kann nur zwischen Ehegatten oder eingetragenen Partnern bzw. Verlobten und nur in Form eines Notariatsaktes geschlossen werden. Gegenstand des Erbvertrages ist die Erbeinsetzung (meist wechselseitige) der einen Vertragspartei durch die andere. Der Erbvertrag ist unwiderruflich und kann nur nach vertragsrechtlichen Grundsätzen wieder gelöst werden (§§ 1249 ff. ABGB).

### Formerfordernisse für letztwillige Verfügungen
Letztwillige Verfügungen unterliegen, anders als die meisten Verträge, besonderen Formerfordernissen:
Dabei wird bei privaten letztwilligen Verfügungen zwischen eigenhändigen und fremdhändigen letztwilligen Verfügungen unterschieden.
Eigenhändige letztwillige Verfügungen sind solche, die der Verstorbene zu Lebzeiten selbst eigenhändig (also beispielsweise nicht mittels eines Computers oder einer Schreibmaschine) geschrieben und unterschrieben hat. Derartige letztwillige Verfügungen sind ohne weitere Voraussetzungen formgültig (§ 578 ABGB). 
Fremdhändige Verfügungen hingegen muss der Verfügende in Gegenwart von drei gleichzeitig anwesenden (und zuvor schon im Testamentstext genannten) Zeugen eigenhändig unterschreiben und zusätzlich eigenhändig auf der letztwilligen Verfügung vermerken, dass diese seinen letzten Willen enthält (beispielsweise „Dies ist mein letzter Wille“) (§ 579 ABGB). Die Zeugen müssen die letztwillige Verfügung eigenhändig unterschreiben und eigenhändig auf ihre Eigenschaft als Zeuge hinweisen (beispielsweise „als ersuchter Testamentszeuge“). Den Inhalt der letztwilligen Verfügung müssen die Zeugen nicht kennen (§ 579 Abs. 2 ABGB).
Für den Fall einer unmittelbar drohenden Gefahr, das Leben oder die Testierfähigkeit zu verlieren, kommt auch die Erstellung eines Nottestaments in Betracht (§ 584 ABGB).
Abgesehen von der Möglichkeit, private letztwillige Verfügungen zu erstellen, kann man auch öffentlich vor Gericht oder Notar testieren.

## Pflichtteilsrecht
Das Pflichtteilsrecht (vor 1. Jänner 2017 auch „Noterbenrecht“) sichert bestimmten nahen Angehörigen des Verstorbenen einen Mindestanteil an dessen Vermögen nach seinem Tod. Pflichtteilsberechtigt sind der Ehegatte bzw. eingetragene Partner und die Nachkommen des Verstorbenen (§§ 757 ff. ABGB). Das früher bestehende Pflichtteilsrecht der Eltern (wenn der Verstorbene selbst keine pflichtteilsberechtigten Nachkommen hatte) wurde durch die Erbrechtsnovelle beseitigt.
Die Pflichtteilsquote beträgt die Hälfte der gesetzlichen Quote (siehe oben). Hätte also beispielsweise ein Kind bei gesetzlicher Erbfolge eine Erbquote von 1/3, so wäre dessen Pflichtteilquote 1/6.
Gem § 776 Abs 1 ABGB kann der Verfügende den Pflichtteil letztwillig (in einer formgültigen letztwilligen Verfügung, etwa im Testament) auf die Hälfte mindern, wenn er und der Pflichtteilsberechtigte zu keiner Zeit oder zumindest nicht über einen längeren Zeitraum vor dem Tod des Verfügenden in einem Naheverhältnis standen, wie es zwischen solchen Familienangehörigen gewöhnlich besteht. Aufgrund eines Größenschlusses ist eine Minderung des Pflichtteils um weniger als die Hälfte zulässig, nicht hingegen um mehr als die Hälfte. Die Verfügung wäre bezüglich des die Hälfte übersteigenden Betrags ungültig. Die wohl überwiegende Meinung in der Literatur folgt der in den Erläuterungen zur Regierungsvorlage des Gesetzes vertretenen Auffassung, wonach ein Zeitraum von circa 20 Jahren als „längerer Zeitraum“ angesehen wird, wobei hier aber nicht auf eine starre Zeitspanne abgestellt werden sollte, sondern die jeweiligen Umstände des Einzelfalls zu berücksichtigen sein werden. Im Rahmen eines „beweglichen Systems“ ist auf die Intensität der Nahebeziehung Bedacht zu nehmen. Charakteristisch für das vom Gesetz geforderte Naheverhältnis ist eine geistig-emotionale Beziehung. Maßgeblich sind die konkreten Lebensumstände der Beteiligten, welche von deren Familienverhältnissen, Gesundheit, Alter und Berufen beeinflusst werden.
Das Recht auf Pflichtteilsminderung steht dann nicht zu, wenn der Verstorbene den Kontakt grundlos gemieden oder berechtigten Anlass für den fehlenden Kontakt gegeben hat (§ 776 Abs 2 ABGB). Eine „grundlose Ablehnung“ liegt vor, wenn keine von der Rechtsordnung gebilligten Gründe für die Ablehnung des Kontakts vorliegen. Dies ist z. B. der Fall, wenn die Kontaktverweigerung vom Pflichtteilsmindernden lediglich damit begründet wird, dass ansonsten sein Fortkommen oder seine gesellschaftliche Stellung gefährdet werden könnte. Wird der Kontakt vom letztwillig Verfügenden jedoch abgelehnt, weil er ihm wegen seiner seelischen oder physischen Verfassung unzumutbar ist, steht ihm dennoch das Recht auf Pflichtteilsminderung zu. Letztlich ist entscheidend, weshalb die Kontakte nicht stattgefunden haben und wessen Verhalten dafür kausal war. Ein vorheriger Kontaktaufnahmeversuch ist nach neuer Rechtslage nicht mehr erforderlich. Ferner scheidet die Möglichkeit der Pflichtteilsminderung kraft des Verweises in § 776 Abs 3 ABGB aus, wenn der Testator die letztwillige Verfügung (auch konkludent) widerrufen hat, indem er z. B. den betroffenen Pflichtteilsberechtigten später bedenkt, oder wenn er ihm verziehen hat.
Eine Pflichtteilsberechtigung begründet keinen Anspruch auf bestimmte Vermögenswerte des Verstorbenen oder einen Miteigentumsanteil am Vermögen. Der Pflichtteilsberechtigte bekommt also keinen Anteil am Erbe als Gesamtrechtsnachfolger. Vielmehr stellt der Pflichtteilsanspruch stets eine Geldforderung in Höhe einer bestimmten Quote des Vermögens des Verstorbenen dar. Beträgt beispielsweise die Pflichtteilsquote eines Berechtigten 1/6, so hat er Anspruch auf einen Geldbetrag, der 1/6 der Bemessungsgrundlage entspricht.
Für die Ermittlung der Pflichtteilsbemessungsgrundlage ist zunächst das Vermögen der Verlassenschaft zum Stichtag des erblasserischen Todestages heranzuziehen, wobei die Verbindlichkeiten und die Kosten des Verlassenschaftsverfahrens abzuziehen sind. Erben und Pflichtteilsberechtigte haben im Zuge des Verlassenschaftsverfahrens die Möglichkeit, die Schätzung und Inventarisierung des Vermögens des Verstorbenen durch den als Gerichtskommissär zuständigen Notar zu beantragen.
Darüber hinaus können für die Ermittlung der Pflichtteile auch lebzeitige Schenkungen des Verstorbenen zu berücksichtigen sein. So sind etwa Schenkungen an Pflichtteilsberechtigte oder Geschäfte mit diesen, die nach ihrem wirtschaftlichen Gehalt einer Schenkung gleichkommen, der Verlassenschaft im Wert hinzuzurechnen (§ 781 ABGB). Daraufhin sind auf dieser Basis die Pflichtteile zu berechnen, wobei sich der Beschenkte das Geschenk auf seinen Pflichtteil anrechnen lassen muss (§ 787 ABGB). Dies gilt unabhängig vom Zeitpunkt der Zuwendung. Hat der Verstorbene daher beispielsweise zu Lebzeiten sein wesentliches Vermögen an einen von mehreren Pflichtteilsberechtigten verschenkt, so mindert dies die Ansprüche der übrigen Pflichtteilsberechtigten nicht. Schenkungen an solche Personen, die nicht dem Kreis der Pflichtteilsberechtigten angehören (z. B. an einen Lebensgefährten), werden der Verlassenschaft nur dann hinzugerechnet, wenn sie innerhalb von zwei Jahren vor dem Tod des Erblassers gemacht wurden (§ 782 ABGB). Maßgeblich für die Hinzurechnung ist dabei stets der Wert der Schenkung im Zeitpunkt der Zuwendung zuzüglich Inflationsanpassung auf den erblasserischen Todestag.
Ein Pflichtteilsberechtigter hat sich auf seinen eigenen Pflichtteil alles anrechnen zu lassen, was er vom Verstorbenen als Zuwendung unter Lebenden oder von Todes wegen erhalten hat (§ 780 ABGB). Das Gesetz räumt einem letztwillig Verfügenden die Möglichkeit ein, den Pflichtteil „in Gestalt eines Erbteiles oder Vermächtnisses oder auch ohne ausdrückliche Benennung“ zu hinterlassen. Bei Todesfällen seit Inkrafttreten des neuen Erbrechts (1. Jänner 2017) muss der Pflichtteil nicht mehr zwingend frei von Bedingungen oder Belastungen bleiben. Der Pflichtteilsberechtigte hat sich daher letztwillige Zuwendungen grundsätzlich auch dann gefallen zu lassen, wenn Bedingungen oder Belastungen der Verwertung des zugewendeten Vermögens entgegenstehen. Die Bedingungen und Belastungen sind allerdings bei der Bewertung der Zuwendung zu berücksichtigen (§ 762 ABGB).
Der Verstorbene kann einem Pflichtteilsberechtigten durch Zuwendungen unter Lebenden oder von Todes wegen ohne Weiteres auch mehr als den gesetzlichen Pflichtteil hinterlassen. Beträgt aber der Wert der Zuwendungen an einen Pflichtteilsberechtigten weniger als dessen gesetzlicher Pflichtteil, so kann der Berechtigte die Ergänzung auf den Pflichtteil in Geld verlangen (§ 763 ABGB).
Der Pflichtteilsanspruch wird zwar bereits mit dem Tod des Erblassers fällig, kann aber grundsätzlich erst nach einem Jahr gefordert werden, wobei die Verlassenschaft bzw. die Erben den Pflichtteilsanspruch auch früher erfüllen dürfen. Ab dem Todestag gebühren 4 % Zinsen pro Jahr vom noch nicht erfüllten Pflichtteilsanspruch.
Der Pflichtteilsanspruch oder dessen Ergänzung ist vor Abschluss des Verlassenschaftsverfahrens gegen die Verlassenschaft bzw. danach gegen die Erben zu richten (§ 764 ABGB). Erben und Pflichtteilsberechtigte können im Falle der Einigkeit während des Verlassenschaftsverfahrens vor dem als Gerichtskommissär zuständigen Notar ein Übereinkommen zur Regelung der Pflichtteilsansprüche abschließen. Ein solches Übereinkommen hat die Wirkung eines gerichtlichen Vergleichs (§ 181 AußStrG) und soll die pflichtteilsrechtlichen Fragen im konkreten Fall abschließend klären. Gelingt hingegen der Abschluss eines Pflichtteilsübereinkommens nicht, steht den Pflichtteilsberechtigten nur der streitige Rechtsweg offen.

## Erbschaftssteuer
Die Erbschafts- und Schenkungssteuer trat in Österreich am 31. Juli 2008 außer Kraft, nachdem der österreichische Verfassungsgerichtshof diese Steuer im Jahr zuvor aufgrund der gleichheitswidrigen Bemessungsgrundlage (Einheitswerte bei Liegenschaftsvermögen) aufgehoben und der österreichische Gesetzgeber keine Nachfolgeregelung beschlossen hatte. Abgabenrechtliche Belastungen für Erben und Vermächtnisnehmer ergeben sich seitdem in erster Linie aus der Grunderwerbssteuer und der Grundbuchseintragungsgebühr anlässlich des Erwerbs von Liegenschaftsvermögen der verstorbenen Person. Hingegen ist der erbrechtliche Erwerb von sonstigen Vermögenswerten steuerfrei.